# Челахсартаг
Челахсартаг, Челахсартон (осет.  Челæхсæртæг) — персонаж осетинского нартского эпоса, сын Хыза из рода Ахсартагката, отец красавицы Бедухи. 

## Мифология
О Челахсартаге говорится в рассказе эпоса «Как Сослан женился на Бедухе». Нартский герой Сослан полюбил красавицу Бедуху. Челахсартаг обещал отдать Сослану свою дочь, поставив ему условие одолеть его в сражении с ним. В длительной битве, описанной в рассказе эпоса «Битва Сослана с Челахсартоном», Сослан победил Челахсартага, но тот, однако, не выполнил данного им обещания. В течение долгих семи лет Челахсартаг не давал своего согласия на брак своей красавицы дочери с Сосланом, что привело к непримиримой вражде между этими нартскими героями.
Однажды Сослан, вступив в бой с Челахсартагом, снёс ему часть черепа. Тогда Челахсартаг обратился к небесному кузнецу Курдалагону и тот сделал медную крышку для его головы. Сослан, узнав об этом, обратился с просьбой к творцу земли Хуцау, чтобы тот приказал Солнцу послать такую жару, чтобы медный шлем, прикрывавший голову Челахсартага, расплавился. Просьба Сослана была выполнена. Медная крышка, прикрывавшая череп, накалилась от неимоверной жары и Челахсартаг умер от расплавленного металла. Сослан построил большой склеп для умершего Челахсартага и поместил туда отца своей возлюбленной. Бедуха, узнав о смерти своего отца, не вынесла потери и умерла от горя, покончив с собой. Умершую Бедуху положили в склеп рядом с её отцом. Сослан оживил Бедуху с помощью волшебной бусинки исполнения желаний и, женившись на ней, привел в свой дом.

## Источник
- Нарты. Осетинский героический эпос, М., изд. «Наука», Главная редакция Восточной литературы, 1989 г., стр. 96 — 118, ISBN 5-02-016996-X